# American Authors
American Authors – amerykański zespół rockowy powstały w 2007 roku w Nowym Jorku. Członkowie zespołu poznali się w 2007 roku w Bostonie. W latach 2007–2012 zespół nosił nazwę The Blue Pages.

## Członkowie
- Zac Barnett (wokal, gitara)
- James Adam Shelley (gitara, banjo)
- Dave Rublin (kontrabas)
- Matt Sanchez (perkusja)

## Single
- Believer (2013)
- Best Day of My Life (2013)
- Luck (2014)
- Go Big or Go Home (2015)
- Pride (2015)
- What We Live For (2016)
- I’m Born to Run (2017)
- Everything Everything (2017)
- I Wanna Go Out (2017)
- Good Ol' Boys (with Gazzo) (2017)
- Deep Water (2018)
- Seasons (2019)